# Рябошапко, Василий Яковлевич
Василий Яковлевич Рябошапко (1917—1942) — старший сержант Рабоче-крестьянской Красной Армии, участник Великой Отечественной войны, Герой Советского Союза (1942).

## Биография
Родился 20 мая 1917 года в Екатеринославе. После окончания семи классов школы и аэроклуба работал планеристом-инструктором. В 1940 году был призван на службу в Рабоче-крестьянскую Красную Армию. В 1941 году он окончил Качинскую военную авиационную школу пилотов. С июля того же года — на фронтах Великой Отечественной войны.
К апрелю 1942 года старший сержант В. Рябошапко был лётчиком 299-го штурмового авиаполка 2-й ударной авиационной группы Ставки Верховного Главнокомандующего. За время войны он совершил 16 боевых вылетов на воздушную разведку и штурмовку скоплений боевой техники и живой силы противника, нанеся ему большие потери. Принимал участие в 4 воздушных боях, лично сбил 3 вражеских самолёта.
3 апреля 1942 года погиб в бою. Похоронен в посёлке Крестцы Новгородской области.
Указом Президиума Верховного Совета СССР «О присвоении звания Героя Советского Союза начальствующему составу Красной Армии» от 21 июля 1942 года за «образцовое выполнение боевых заданий командования на фронте борьбы с немецкими захватчиками и проявленные при этом отвагу и геройство» удостоен посмертно высокого звания Героя Советского Союза.
Также посмертно был награждён орденом Ленина.

## Память
В честь Рябошапко названы улицы в Конотопе и Крестцах, установлен обелиск в Крестцах.